# Religião tradicional vietnamita
A religião tradicional vietnamita ou religião indígena vietnamita (vietnamita: tín ngưỡng dân gian Việt Nam ou tôn giáo bản địa Việt Nam), também conhecida pela designação Thầnismo (vietnamita: thần giáo; português:religião dos deuses) é a religião étnica o povo vietnamita, e a crença dominante no Vietnã, onde é praticada por cerca de 45% da população. A religião tradicional vietnamita exibe profundas semelhanças com a religião tradicional chinesa tal como se pratica no sul da República Popular da China.
A religião étnica vietnamita não é um sistema religioso organizado, mas um conjunto de tradições locais de culto dedicados aos  thần , termo vietnamita que pode ser traduzido como "espíritos", "deuses" ou, quando acompanhado de determinados honoríficos, "poderes geradores". Essas deidades podem ser personificações de forças naturais, divindidades tutelares nacionais ou comunitárias ou ainda deuses ancestrais, como os deuses ancestrais de uma família específica. Deuses ancestrais são frequentemente pessoas heroicas divinizadas. A mitologia associada à religião tradicional vietnamita é repleta de narrativas de atos heroicos realizados por deus cósmicos ou herois culturais.
A religião indígena vietnamita é, por vezes, identificada como confucionista, uma vez que está associada a valores intrínsecos que foram enfatizados por Confúcio. O Đạo Mẫu é uma forma distinta de religião popular vietnamita, uma vez que põe ênfase no culto a algumas deusas-mães do seu panteão. O governo do Vietnã também categoriza o Cao dai como uma forma de culto aborígene vietnamita.